# Acton, Suffolk
Acton är en by (village) och en civil parish i Babergh, Suffolk i östra England. Orten har 1 800 invånare. Den har en kyrka.